# Lissodendoryx olgae
Lissodendoryx olgae är en svampdjursart som först beskrevs av Jörn Hentschel 1929.  Lissodendoryx olgae ingår i släktet Lissodendoryx och familjen Coelosphaeridae.
Artens utbredningsområde är Svalbard. Inga underarter finns listade i Catalogue of Life.